# Mestinje
Mestinje je gručasto središčno naselje v Občini Šmarje pri Jelšah, v osrčju Zgornjesotelskega gričevja. 
Naselje se je razvilo na križišču cest proti Rogaški Slatini in Podčetrtku, na ravnici v dolini potoka Mestinjščice, ob izlivu potoka Lemberžnice ter ob železniški progi Grobelno–Rogatec–d. m., katere odsek med Grobelnim in Rogatcem je bil zgrajen leta 1903. V naselju delujeta obrata lesne in živilske industrije (predelave sadja). 

## Toponim
Ime naselja so leta 1952 iz »Zgornje Mestinje« spremenili v »Mestinje«.

## Znane osebnosti
V Mestinju se je rodil pisatelj Jakob Sket. Ob stoletnici njegovega rojstva, leta 1952, je bila uprizorjena predstava Miklova Zala na hribu Vrh blizu Šketove rojstne hiše. Predstavo je organiziralo kulturno društvo iz Šmarja pri Jelšah.